# Sulfid uhelnatý
Sulfid uhelnatý (starší terminologií sirník uhelnatý) je chemická sloučenina se vzorcem CS, patřící mezi sulfidy. Je sirným analogem oxidu uhelnatého. Jako pevná látka nebo kapalina je nestabilní, ovšem bývá nalézán v mezihvězdné hmotě a lze jej připravit v laboratoři. V podstatě není nestabilní, ale má tendence k polymerizaci.
 Vazba mezi atomy uhlíku a síry je velmi silná.